# Sanaz Shahbazi
Sanaz Shahbazi (16 de septiembre de 1981) es una deportista estadounidense que compitió en taekwondo. Ganó una medalla en los Juegos Panamericanos de 2003, y cuatro medallas en el Campeonato Panamericano de Taekwondo entre los años 2000 y 2018.

## Palmarés internacional
| Juegos Panamericanos    | Juegos Panamericanos            | Juegos Panamericanos | Juegos Panamericanos |
| Año                     | Lugar                           | Medalla              | Categoría            |
| ----------------------- | ------------------------------- | -------------------- | -------------------- |
| 2003                    | Santo Domingo (Rep. Dominicana) | Medalla de bronce    | +67 kg               |
| Campeonato Panamericano |                                 |                      |                      |
| Año                     | Lugar                           | Medalla              | Categoría            |
| 2000                    | Oranjestad (Aruba)              | Medalla de oro       | –72 kg               |
| 2002                    | Quito (Ecuador)                 | Medalla de plata     | –72 kg               |
| 2012                    | Sucre (Bolivia)                 | Medalla de plata     | –67 kg               |
| 2018                    | Spokane (Estados Unidos)        | Medalla de bronce    | +73 kg               |